# 정병국
정병국(鄭柄國, 1958년 2월 10일~)은 대한민국의 정치인이다. 제16·17·18·19·20대 5선 국회의원, 제45대 문화체육관광부 장관이다.

## 생애

### 출생과 성장
1958년 2월 10일 경기도 여주군 개군면(현재는 양평군 관할)의 농가에서 태어났다. 개군국민학교 재학 중이던 1969년 교육제도가 바뀌어서 서울특별시에 있는 중학교에 진학하고자 하는 학생은 적어도 중학교 입학 1년 전에 서울로 이사를 가야 하였다. 정병국은 서울에 있는 중학교 진학을 위하여 어떻게 하든 서울로 이사 가기를 원하였다. 그러나 그의 아버지는 정병국이 너무 어려서 부모 품을 떠나 공부하는 것이 무리라고 생각하여 고향에서 계속 공부하기를 원하였고 그의 진학을 허락하지 않았으나 결국 아들의 의지를 꺾지는 못하였다. 그리하여 정병국은 새벽기차를 타고 서울로 전학을 가게 되었고 서울정덕국민학교로 전학하여 졸업하였다. 이후 용문중학교와 서라벌고등학교를 졸업하였다.

### 민주화 운동
1978년 성균관대학교 사회학과에 입학하였는데 입학하자마자 그는 학생운동에 투신하였고 이로 인해 경찰의 수배명단에 올랐다. 포항에서 도피하던 중 1979년 10·26 사태를 접하고, 곧바로 상경하여 전국 총학생회 부활 준비위원회 상임위원장을 맡아 활발한 활동을 전개하였다. 그의 뜻대로 총학생회는 부활하고 있었지만 1980년 5·17 군사 정변 직후 신군부에게 검거되었다. 검거 후 신군부에서 내건 조건은 군 입대 또는 투옥을 선택하라는 것이었다. 그는 군 입대를 결심하고 해병대를 지원하여 헌병으로 사병 복무하였다. 전역 후 복학하여 1984년에 성균관대학교를 졸업하고 본격적인 민주화 운동을 펼치게 된다. 정병국은 수배를 받으면서도 많은 활동을 하였다. '세인출판사'를 운영하며 서울 지역 대학교 총학생회에서 필요로 하는 거의 모든 인쇄물들을 공급하였고 군사 정권과 투쟁하고 있는 학생들을 꾸준히 지원하였다. 그러다 1987년 6월에 국가안전기획부에 의해 검거되어 고문을 받던 중 6·29 선언을 접하게 되었다. 징역 1년 6개월의 실형을 선고받았으나 6·29 선언으로 인하여 집행유예로 풀려날 수 있었다. 그 때 도움을 준 사람들은 그의 변론을 자청한 민주화추진협의회 소속 변호사들이었다.

### 정계입문
그 인연으로 그는 제13대 대선에 참여하게 되고, 대선에서 홍보담당 전문위원으로 활약하게 된다. 대선 후 김영삼에게 능력을 인정받아 1988년부터 1990년까지 통일민주당 총재비서관을, 1990년부터 1992년까지 민주자유당 대표비서관을 역임하였다. 1992년에 김영삼이 제14대 대선에서 승리하자 정병국은 1993년에 청와대 제2부속실장으로 임명되었는데 당시 그의 나이가 35세였으므로 임명된 비서관들 중 가장 젊은 나이였다. 35세에 비서관으로 임명된 것은 김영삼이 그의 탁월한 능력을 인정하였기 때문이다. 청와대 제2부속실장 재직시절에 그는 미국 국무부 초청으로 IVP(International Visitors Program)에 참가할 수 있었다. IVP는 김영삼, 김대중, 이부영, 김근태도 참가하였던 프로그램으로, 세계 각국에서 차세대 지도자로 성장가능성이 있는 사람들만 초청된다. 지금까지 IVP가 배출한 세계 각국의 국가원수들의 수는 150명에 달하고, 국회의원의 수는 5,000명을 상회한다. 정병국은 이 프로그램에서 더욱 치열해지는 국가 간 경쟁에서 필요한 차세대 지도자가 갖추어야 할 덕목들과 국제 감각을 익히게 되었다.

### 국회의원(16대~18대)
2000년 제16대 총선에 첫 출마하여 당선되면서 한나라당의 국회의원이 되었고, 초선의원 시절부터 ‘소장파’그룹의 일원으로 활동하며 ‘16대 국회 미래 연대’, ‘17대 국회 새정치수요모임’ 등을 이끌었다. 당시 ‘오세훈법’이라 불리는 「정치자금법개정안」의 초안을 만들어 적정 법정선거비용으로 정치권에서 돈 안 쓰는 선거가 자리를 잡을 수 있었고, 탄핵정국과 한나라당 차떼기 사건으로 당이 위기에 봉착했을 때 당 쇄신을 외치며 천막당사를 주도하였다. 2008년 제18대 국회의원에 당선된 정병국은 3선 국회의원으로 국회 문화체육관광방송통신위원회 위원장을 역임하면서 문화와 예술이 우리 사회에서 없어서는 안 되는 귀중한 가치라고 판단, 예술인들의 열악한 창작활동을 위해 고용·산재 보험 등 최소한의 사회보장 활동을 받을 수 있게 하는「예술인 복지법」과 방송·통신이 융합한 시대에 과거 규제로는 막강한 방송 권력을 제대로 규제하기 어렵다고 판단,「미디어법 개정안」을 발의하였다. 이후 한나라당 사무총장을 역임하였으며, 2011년 1월에는 제45대 문화체육관광부 장관으로 취임하였다.

### 문화체육관광부장관
정병국은 문화체육관광부 장관으로 2018년 평창동계올림픽을 유치하였으며, 대한민국의 국보급 문화재인 외규장각 의궤를 145년만에 프랑스로부터 환수 받아오는 업적을 이뤄냈다. 또한 한류의 확산과 문화강국 이미지 확산을 위해서는 해외문화홍보원의 역할이 절실히 필요하다는 것을 인식한 그는 재외 한국문화원을 24개로 확대시키며 K-POP, 드라마 등 한류를 세계에 확장하는데 노력했다.

### 국회의원(19대~20대)
2012년 제19대 국회의원선거에서 4선 국회의원이 된 정병국은 2013년 새누리당(전 한나라당) 지역공약실천특별위원회 위원장으로 역대정부 최초로 대통령의 공약에 대한 실천 로드맵을 구성하여 정부 공약실천에 대한 국민의 신뢰를 높였다. 또한 여야 의원 56명이 가입된 국회 최대의 의원단체인 인성교육실천포럼의 상임대표를 역임하며 세계최초로 인성교육을 법제화한 인성교육진흥법 제정에 앞장섰다. 해병대 출신으로 평소 군 장병들에 대한 관심이 각별했던 정병국은 국회 군 인권 개선 및 병영문화 혁신특별위원회 위원장을 역임하며 관련예산의 획기적 증액을 이뤄냈으며, 병영 독서운동의 확장을 위해 격오지 독서카페 나눔 운동을 주도하였다. 정병국은 19대 국회 외교통일위원회 위원으로 한국식 공공외교 확장에 앞장섰으며, 국회의원축구연맹 회장으로 한일 국회의원 축구대회를 개최하며 한일 정상회담 개최의 포석을 마련하기도 하였다. 정병국은 2016년 20대 국회의원 선거에 당선, 5선 국회의원이 되었다.

## 학력
- 1965년 개군국민학교 전학
- 1970년 서울정덕국민학교 졸업
- 1973년 용문중학교 졸업
- 1977년 서라벌고등학교 졸업
- 1984년 성균관대학교 사회학 학사
- 1998년 연세대학교 행정대학원 행정학 석사
- 2004년 성균관대학교 대학원 정치학 박사

## 제16대 국회
- 2000년 5월 30일~2004년 5월 29일: 제16대 국회의원(경기 가평군·양평군, 한나라당, 초선)
- 제16대 국회 국회운영위원회 위원
- 제16대 국회 여성특별위원회 위원
- 제16대 국회 문화관광위원회 위원
- 제16대 국회 예산결산특별위원회 위원
- 한나라당 문화관광위원회 부위원장
- 한나라당 원내부총무
- 한나라당 홍보위원회 위원
- 한나라당 국제위원회 위원
- 한나라당 노인문제대책특별위원회 위원
- 한나라당 남북문제특별위원회 위원
- 당선진화추진위원회 위원

## 제17대 국회
- 2004년 5월 30일~2008년 5월 29일: 제17대 국회의원(경기 양평군·가평군, 한나라당, 재선)
- 제17대 국회 예산결산특별위원회 위원
- 제17대 국회 문화체육관광방송통신위원회 위원
- 한나라당 미디어산업발전특별위원회 위원장
- 한나라당 경기도당 조직본부장
- 한나라당 경기도당 지도위원회 위원
- 한나라당 홍보기획본부 본부장
- 2012 여수세계박람회 유치특별위원회 위원
- 21세기 미디어발전특별위원회 위원장

## 제18대 국회
- 2008년 5월 30일~2012년 5월 29일: 제18대 국회의원(경기 양평군·가평군, 한나라당→새누리당, 3선)
- 한나라당 사무총장
- 제18대 국회 문화체육관광방송통신위원회 위원장
- 제18대 국회 환경노동위원회 위원

## 제19대 국회
- 2012년 5월 30일~2016년 5월 29일: 제19대 국회의원(경기 여주군·양평군·가평군, 새누리당, 4선)
- 제19대 국회 외교통상통일위원회 위원
- 제19대 국회 외교통일위원회 위원
- 새누리당 지역공약실천특별위원회 위원장
- 제19대 국회 군 인권개선 및 병영문화혁신 특별위원회 위원장
- 2023년 국회 인성교육실천포럼 회장

## 제20대 국회
- 2016년 5월 30일~2020년 5월 29일: 제20대 국회의원(경기 여주시·양평군, 새누리당→무소속→바른정당→바른미래당→무소속→새로운보수당→미래통합당, 5선)
- 제20대 국회 전반기 기획재정위원회 위원
- 국회 연구모임 Agenda 2050 정회원
- 바른정당 당원대표자회의 의장
- 바른정당 당대표
- 바른정당 청년정치학교 교장
- 제20대 국회 후반기 외교통일위원회 위원
- 바른미래당 경기도당위원장 직무대행
- 바른미래당 청년정치학교장
- 제20대 국회 후반기 외교통일위원회 간사
- 제20대 국회 후반기 4차 산업혁명 특별위원회 위원장
- 통합신당창당준비위원회 창당준비공동위원장

## 이외 경력
- 1987년~1990년: 통일민주당 김영삼 총재 비서관
- 1990년~1992년: 민주자유당 김영삼 대표최고위원 비서관
- 1993년~1997년: 대통령비서실 제2부속실장
- 2000년 4월 13일: 대한민국 제16대 국회의원 선거 당선(경기 가평군·양평군, 한나라당, 초선)
- 2000년~2012년: 한나라당 경기도당 양평군·가평군 당원협의회 위원장
- 2004년 4월 15일: 대한민국 제17대 국회의원 선거 당선(경기 양평군·가평군, 한나라당, 재선)
- 2007년 11월~2007년 12월: 제17대 대통령 선거 한나라당 이명박 대통령 후보 선거대책위원회 미디어홍보단장
- 2008년 4월 9일: 대한민국 제18대 국회의원 선거 당선(경기 양평군·가평군, 한나라당, 3선)
- 2011년 1월~2011년 9월: 제45대 문화체육관광부 장관
- 2012년 4월 11일: 대한민국 제19대 국회의원 선거 당선(경기 여주군·양평군·가평군, 새누리당, 4선)
- 2012년~2016년: 새누리당 경기도당 여주군·양평군·가평군 당원협의회 위원장
- 2013년: 새누리당 대통령 지역공약실천 특별위원회 위원장
- 2016년 4월 13일: 대한민국 제20대 국회의원 선거 당선(경기 여주시·양평군, 새누리당, 5선)
- 2016년: 새누리당 경기도당 여주시·양평군 당원협의회 위원장
- 2017년~2018년: 바른정당 경기도당 여주시·양평군 당원협의회 위원장
- 2018년~2019년: 바른미래당 경기도당 여주시·양평군 지역위원회 위원장
- 2020년: 새로운보수당 인재영입위원장
- 2020년: 미래통합당 창당준비위원회 공동위원장
- 2020년: 서울대학교 통일평화연구원 책임연구관
- 2021년 3월~2021년 4월: 2021년 재보궐선거 국민의힘 서울특별시장 보궐선거 선거대책위원회 공동선대위원장
- 2021년~2023년: 국민의힘 인재영입위원장
- 2022년~2023년: 국민의힘 중앙위원회 의장
- 2022년: 대통령비서실 케냐 특사단장
- 2023년 1월~ 현재: 제8대 한국문화예술위원회 위원장
- 2023년 5월~2024년 5월: 국민의힘 경기도당 여주시·양평군 당원협의회 위원장 직무대행
- 재단법인 엄홍길휴먼재단 자문위원
- 사단법인 민주화추진협의회 부이사장
- 국회 국민통합위원회 정치분과위원
- 미국 조지타운대학교 객원연구원
- 서울대학교 통일평화연구원 책임연구원
- 서울대학교 통일평화연구소 선임연구원
- 경희대학교 겸임교수
- 국민대학교 행정대학원 특임교수
- 심산 김창숙 선생기념사업회장
- 청년정치학교 교장

## 역대 선거 결과
|  | 46.32% |

|  | 59.00% |

|  | 65.03% |

|  | 67.46% |

|  | 63.51% |

## 소속 정당
| 소속 정당 | 소속 정당    | 소속 기간 | 비고           |
| --------- | ------------ | --------- | -------------- |
|           | 통일민주당   | 1987~1990 | 창당 정계 입문 |
|           | 민주자유당   | 1990~1993 | 합당           |
|           | 무소속       | 1993~1997 | 탈당           |
|           | 신한국당     | 1997      | 복당           |
|           | 한나라당     | 1997~2012 | 합당           |
|           | 새누리당     | 2012~2016 | 당명 변경      |
|           | 무소속       | 2016~2017 | 탈당           |
|           | 바른정당     | 2016~2018 | 창당           |
|           | 바른미래당   | 2018~2020 | 합당           |
|           | 무소속       | 2020      | 탈당           |
|           | 새로운보수당 | 2020      | 창당           |
|           | 미래통합당   | 2020      | 합당           |
|           | 국민의힘     | 2020~현재 | 당명 변경      |

## 같이 보기
- 가평군·양평군
- 양평군·가평군
- 여주군·양평군·가평군
- 여주시·양평군
- 가평군의 국회의원
- 양평군의 국회의원
- 여주시의 국회의원
- 대한민국의 문화체육관광부 장관